# Stigmatismo
En óptica geométrica, stigmatismo es aquella condición por la cual la imagen de un objeto a través de un sistema óptico se forma de acuerdo a la óptica paraxial (o de primer orden). Esto implica que no hay ni aberraciones ni desenfoques en la imagen.
La imagen estigmática es también llamada imagen perfecta. 
Este fenómeno debe cumplir las llamadas condiciones de Maxwell en sistemas centrados:
1. A un plano objeto perpendicular al eje del sistema debe corresponder un plano imagen también perpendicular al eje.
2. Cada uno de los rayos que entran en el sistema óptico que van a focalizar en un punto cualquiera del plano objeto, bien sea éste real o virtual, pasan a la salida real o virtualmente por un punto de este plano imagen.
3. Cualquier figura contenida en el plano objeto se representa en una figura semejante contenida en el plano imagen, siendo la razón de semejanza constante para cualquier par de figuras conjugadas y contenidas en estos planos.

Además, según el teorema el Malus-Dupin, la superficie de onda de la luz que pasa por el sistema óptico es perpendicular a cada uno de los rayos en el punto de contacto, sea cual sea el número de superficies de onda atravesado.